# Cho vay lãi nặng

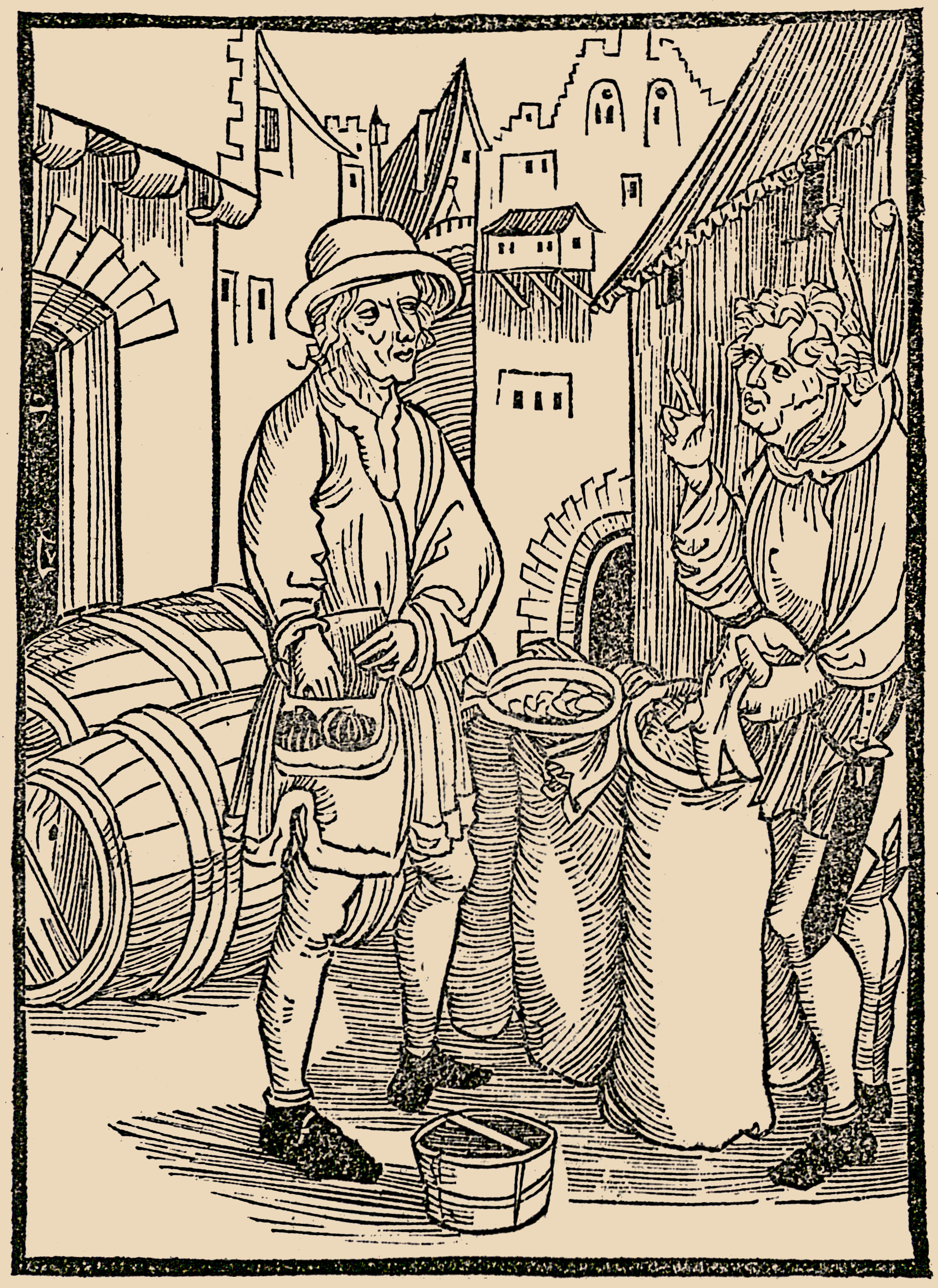
Tranh khắc gỗ về cho vay nặng lãi

Cho vay nặng lãi hay cho vay lãi nặng hay còn gọi là cho vay lãi suất cắt cổ (trong tiếng Anh gọi là Usury) là hành vi cho vay tiền phi đạo đức hoặc trái với lương tâm nhằm làm giàu cho người cho vay một cách không công bằng thông qua việc tính lãi suất cắt cổ tạo ra cảnh "lãi mẹ đẻ lãi con" (lãi kép), nợ nần chồng chất. Cho vay nặng lãi có thể được sử dụng theo nghĩa đạo đức chỉ việc lên án việc lợi dụng sự bất hạnh của người khác, hoặc theo nghĩa pháp lý, khi lãi suất được tính vượt quá mức tối đa được luật pháp cho phép. Một khoản vay có thể bị coi là cho vay nặng lãi vì lãi suất quá cao hoặc lạm dụng hoặc các yếu tố khác được luật pháp của một tiểu bang quy định. Một người cho vay nặng lãi trong tiếng Anh thông dụng hiện đại có thể được gọi là kẻ cho vay cắt cổ (Loan shark).
Trong nhiều bối cảnh xã hội lịch sử bao gồm các xã hội Cơ Đốc giáo, Do Thái giáo và Hồi giáo cổ đại thì hành vi cho vay nặng lãi có nghĩa là thu lãi dưới bất kỳ hình thức nào và bị coi là sai trái hoặc bị coi là bất hợp pháp.
Cho vay nặng lãi (theo nghĩa ban đầu của việc thu về bất kỳ lợi ích nào) đã bị các nhà lãnh đạo tôn giáo và triết gia trong thế giới cổ đại lên án mà trong số đó có ông Moses, các triết gia Plato, Aristotles, Cato Già, Cicero, Seneca Trẻ, linh mục Aquinas, Đức Phật và nhà tiên tri Muhammad. Ở Việt Nam hiện nay, từng trường hợp cụ thể, hành vi cho vay nặng lãi sẽ bị xử phạt hành chính theo điểm d khoản 3 Điều 11 Nghị định 167/2013/NĐ-CP của Chính phủ Việt Nam hoặc bị truy cứu trách nhiệm hình sự theo Điều 201 Bộ luật Hình sự năm 2015 quy định về tội cho vay lãi nặng trong giao dịch dân sự.
Trong thời kỳ Kinh điển ở Ấn Độ (thế kỷ thứ 7 đến thế kỷ thứ 2 trước Công nguyên) đã có luật cấm các đẳng cấp cao nhất thực hiện cho vay nặng lãi. Những lời lên án nghiêm khắc cũng được tìm thấy trong các văn tự tôn giáo từ Phật giáo, Do Thái giáo (là cụm từ ribbit trong tiếng Do Thái), Cơ Đốc giáo và Hồi giáo (cụm từ riba trong tiếng Ả Rập).. Đôi khi, nhiều thành bang từ Hy Lạp cổ đại đến La Mã cổ đại đã cấm cho vay với bất kỳ lãi suất nào. Mặc dù Đế chế La Mã cuối cùng đã cho phép các khoản vay với lãi suất được hạn chế một cách cẩn trọng, Giáo hội Công giáo ở Châu Âu thời Trung cổ, cũng như các Nhà thờ Kháng cách, coi việc tính lãi suất ở bất kỳ mức nào là tội lỗi (cũng như tính phí sử dụng tiền, chẳng hạn như tại một điểm giao dịch tiền tệ). Các lệnh cấm tôn giáo đối với cho vay nặng lãi được xác định dựa trên niềm tin rằng việc tính lãi cho khoản vay là một tội lỗi. Cho vay nặng lãi cũng là một hình thức của tư bản cho vay.